# Cola Song
Cola Song — песня румынской дэнс-поп певицы Инны. Трек был написан Breyan Isaac, Andrew Frampton и многими другими и спродюсирован TJR и Axident и был выпущен как первый международный промосингл из будущего четвёртого студийного альбома Инны, имеющего название Soy LatINNA. Песня была записана при участии колумбийского рэпера Джея Бальвина. Музыкальное видео на сингл было выпущено на YouTube 15 апреля 2014 года, в день официального выхода песни на iTunes. 3 июня 2014 года была представлена новая версия песни Cola Song при участии украинского музыканта и продюсера Потапа.

## Описание
«Cola Song» — это первый выпущенный трек из четвёртого студийного альбома Инны Soy LatINNA, выход которого запланирован на 30 ноября 2014 года.

## Музыкальное видео
Музыкальное видео Cola Song было отснято в начале 2014 года в Барселоне и Коста-Рике. Режиссёром видео выступил John Perez. Премьера полного музыкального видео состоялась 15 апреля 2014 года.

## Коммерческий успех
В первые дни после выхода на iTunes трек Cola Song сумел возглавить чарт Румынии, а также добиться высоких позиций в Испании, Гватемале, Турции, Мексике и других странах.
Cola Song попал на 47-ю строчку чарта Румынии Romanian Top 100, а также попал в чарты Польши (Dance Top 50), Испании (PROMUSICAE), Бельгии (Ultratop) и России.

## Чарты
Inna feat. J Balvin — Cola Song
| Чарт (2014)                         | Пик позиция |
| ----------------------------------- | ----------- |
| Бельгия (Ultratip Wallonia)         | 9           |
| Болгария (IFPI)                     | 14          |
| Венесуэла (Venezuela Top 50)        | 26          |
| Германия (Media Control Top 100)    | 77          |
| Испания (PROMUSICAE)                | 8           |
| Польша (Dance Top 50)               | 10          |
| Россия (Top Hit Weekly General)     | 154         |
| Румыния (Romanian Airplay Top 100)  | 34          |
| Словакия (SNS IFPI)                 | 13          |
| Украина (ФДР ТОП 40)                | 10          |
| Турция (Number One Chart)           | 17          |
| Финляндия (Suomen virallinen lista) | 15          |
| Чехия (CZR IFPI)                    | 70          |
| Чили (Chile Top 100)                | 45          |
| Швейцария (Schweizer Hitparade)     | 36          |

Inna feat. Потап — Cola Song
| Чарт (2014)                      | Пик позиция |
| -------------------------------- | ----------- |
| Россия (Top Hit Weekly Geneal)   | 139         |
| Украина (Top Hit Weekly Ukraine) | 15          |